# Dolní Zálezly
Dolní Zálezly (dříve též pouze Zálezly, německy Salesel) jsou obec na levém břehu řeky Labe sedm kilometrů jižně od Ústí nad Labem v okrese Ústí nad Labem v Ústeckém kraji. Žije v nich 559 obyvatel.

## Historie
První písemná zmínka o vesnici pochází buď z roku 1226, nebo již z roku 1218. V roce 1949 došlo k přejmenování obce na Dolní Zálezly, aby se odlišila od blízké vesnice Horní Zálezly (do té doby také jen Zálezly), která je jen osm kilometrů vzdálená.
Obec byla známým místem rybolovu, byla také vyhlášená svými Meruňkovými slavnostmi. Vyjma meruněk se zde dlouhá léta pěstovala také réva vinná, ale z vinic zde nyní lze najít jen zbytky kamenných valů a teras ve stráních zcela zarostlých lesy.

## Přírodní poměry
Od roku 1977 jsou Dolní Zálezly součástí CHKO České středohoří.
Významnou přírodní zajímavostí je Moravanský vodopád, což je kaskádovitá skupina celkem asi tří vodopádů na Moravanském potoce, někdy nazývaném také Mlýnský potok. Na potoce v minulosti stály dva mlýny, jeden z nich byl zcela zbořen, druhý je v současnosti využíván jako objekt k bydlení, původní mlynářské vybavení zde už není.
Obec byla opakovaně zasažena záplavami, k největším škodám došlo při povodni roku 2013, kdy se ocitla pod vodou celá spodní část obce mezi korytem řeky Labe a železniční tratí.

## Obyvatelstvo
Při sčítání lidu v roce 1921 zde žilo 631 obyvatel (z toho 298 mužů), z nichž bylo 24 Čechoslováků, 594 Němců, jeden příslušník jiné národnosti a dvanáct cizinců. Většina se hlásila k římskokatolické církvi, ale ve vsi žilo také 35 evangelíků, jeden člen jiných nezjišťovaných církví a šest lidí bez vyznání. Podle sčítání lidu z roku 1930 měla vesnice 527 obyvatel: osmnáct Čechoslováků, 507 Němců a dva cizince. Kromě sedmi evangelíků a 26 lidí bez vyznání byli římskými katolíky.
Většina obyvatel dojíždí do Ústí nad Labem, kde pracují nebo navštěvují školy. Dolní Zálezly mají vlastní mateřskou školu, poštu, obchod s potravinami, hospodu, sběrný dvůr, nově zrekonstruovaný Kulturní dům (v provozu od ledna 2019), dětské hřiště a tenisový kurt. Při silnici je zde čerpací stanice, v létě bývá v provozu přívoz do Církvic a zpět. Do obce se lze dopravit vlakem nebo autobusem.
| Rok            | 1869 | 1880 | 1890 | 1900 | 1910 | 1921 | 1930 | 1950 | 1961 | 1970 | 1980 | 1991 | 2001 | 2011 | 2021 |
| -------------- | ---- | ---- | ---- | ---- | ---- | ---- | ---- | ---- | ---- | ---- | ---- | ---- | ---- | ---- | ---- |
| Počet obyvatel | 460  | 471  | 472  | 507  | 576  | 631  | 779  | 587  | 670  | 635  | 553  | 472  | 505  | 505  | 539  |
| Počet domů     | 78   | 83   | 88   | 102  | 124  | 131  | 156  | 159  | 143  | 143  | 142  | 152  | 148  | 169  | 175  |

## Doprava
Vesnicí vedou silnice I/30 a železniční trať Praha–Děčín, na které se nachází zastávka Dolní Zálezly.

## Pamětihodnosti
Barokní kaple svaté Anny je nejstarším památkovým objektem obce. Pochází z roku 1780 a stojí v horní části návsi za tratí. Jejím nejcennějším vybavením byla dřevěná polychromovaná plastika svaté Anny Samotřetí z druhé poloviny 15. století, ta se však dnes nenalézá v kapli, ale v Muzeu města Ústí nad Labem. Vedle kaple je jednoduchá kovová zvonička s litinovým zvonem, který pořídila ocelárna v Bochumi roku 1894. Směrem k Moravanům stávala kaple z 19. století. Ta však byla roku 1960 i se zvoničkou zbořena.
V dolní části vesnice je poblíž dětského hřiště socha svatého Jana Nepomuckého z roku 1719.
Nad nádražím se nachází pomník Ecce Homo, plastika Krista Trpitele, stojící na vysokém hranolovém soklu s datací 1820. Za zmínku stojí i budova nádraží z roku 1850, která je nejstarší nádražní budovou na trase Praha–Drážďany.

## Osobnosti
- Adrian Ludwig Richter (1803–1884), malíř, inspiraci a náměty čerpal mj. i v Dolních Zálezlech
- Jan Kotěra (1871–1923), architekt[12], dětství prožil v Dolních Zálezlech
- Karel Podlipný (1898–1961), malíř, maloval krajiny, v Dolních Zálezlech vytvořil hned několik svých pláten
- Josef Zícha (1916–1977), akademický malíř, působil a zemřel v Dolních Zálezlech
- Lenka Rejfová, loutkoherečka, autorka loutkových her a písniček pro děti, žije v Dolních Zálezlech